# ピエール・ロティ

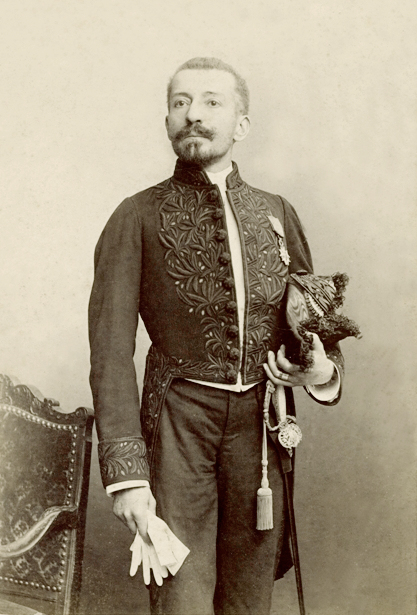
海軍軍人時代のロティ

ピエール・ロティ（Pierre Loti 1850年1月14日−1923年6月10日）は、フランスの作家。本名はルイ・マリー＝ジュリアン・ヴィオー（Louis Marie-Julien Viaud）。フランス海軍士官として世界各地を回り、その航海中に訪れた土地を題材にした小説や紀行文、また、当地の女性との恋愛体験をもとにしたロマンチック小説を多く書き残した。

## 生涯
フランスのシャラント＝マリティーム県ロシュフォールにて、プロテスタントの一家に生まれた。1866年、市役所の会計課主任であった父ジャン＝テオドール・ヴィオーが、課から多額の株券が紛失した責任を取らされ（犯人は不明）、入獄して失職。一家は収入の道を絶たれ、17歳のとき、学費のかからないブレストの海軍学校に入学。ルボルダにて学んだ。海軍入隊後、1906年に大佐となった。1910年には予備軍に名を連ねた。
彼の筆名は、彼が若い頃とても恥ずかしがりで、無口であったことに由来するといわれている。この説によれば、彼はこうした性格のために、同僚たちから「ル・ロティ」（人知れず恋をするというインドの花）にちなんでそう呼ばれていたのだという。しかし、学者たちは別の説を掲げている。学者たちによれば、彼はタヒチでそう呼ばれていたという。タヒチで彼は日に焼けて「Roti」と呼ばれた（というのは、地元の花のように真っ赤であったから）が、彼は「r」がうまく発音できなかったので「Loti」にした、というのである。
彼には、自分は本なんて読んだことがないと言い張る癖があった（アカデミー・フランセーズの会員になった際にも「Loti ne sait pas lire（ロティは読む方法を知らない）」と発言している）。しかし、友人たちや知人たちは、それが事実でないことを証言している。また、彼の蔵書からも同様のことが分かる。多くの書物がロシュフォールの彼の家に残されているからである。
1876年、仲間の海軍将校たちは、彼が愛した場所であり日記に書いたイスタンブールでの体験を小説にしてみたらどうかと勧めた。それで書かれたのが『アジヤデ』である。この小説は、ロティの作品によく見られるように、半分ロマンスで半分自伝である。彼は海軍演習で南方の海洋へ進み、タヒチを去った数年後、はじめ『ララフ』（1880年）という名でポリネシアの牧歌的生活を作品にして出版した。これは『ロティの結婚』として再出版され、彼を広く世に知らしめた最初の本となった。続く作品が『アフリカ騎兵』（1881年）で、これはセネガルでの一兵士の物悲しい冒険の記録である。
1882年、ロティは4つの小品（3つの物語と1つの旅行記）を集め、『倦怠の華（Fleurs d'ennui）』という総題をつけて出版した。
1883年、彼は世間の注目を広く浴びるようになった。その理由の一つが、熱狂的な喝采を浴びた『私の兄弟イヴ』を出版したことである。これはフランス人の海軍士官（ピエール・ロティ）とブルターニュ人の水夫（イヴ・ケルマディック）の人生を描いた小説である。エドマンド・ゴスはこれを「彼の最も特徴的な作品のひとつ」と評している。二つ目の理由は、海軍士官としてロティが甲鉄艦アタラント号に搭乗し、ベトナム北部のトンキンで任務についていた際、3つの記事をフィガロ紙で1883年9月から10月にかけて発表したことである。この記事はトゥアンアンの戦いの残虐性について報告する内容であった。ロティに対して軍は職務を停止すると脅したが、それによってロティはますます世間で注目されるようになった。
1886年、ロティはブルターニュの漁師たちの人生を描いた小説『氷島の漁夫』を出版した。エドマンド・ゴスはこの小説を「彼の全著作の中で最も有名で最もすばらしい作品」と評している。

## 日本との関係
ロティは、1885年夏にフランスの戦艦トリオンファント号の海軍士官として長崎に約1ヶ月滞在、いわゆる現地妻として日本人女性のおカネさんと同棲した経験から小説『マダム・クリザンテーム』（邦題『お菊さん』）を著す。同年秋には鹿鳴館のパーティにも参加した。そのときの見聞を「江戸の舞踏会」（短編集『秋の日本』に収録）に綴っているが、この中でロティはダンスを踊る日本人を、「しとやかに伏せた睫毛の下で左右に動かしている、巴旦杏のようにつり上がった眼をした、大そうまるくて平べったい、小っぽけな顔」「個性的な独創がなく、ただ自動人形のように踊るだけ」と表現している。
『お菊さん』は、西欧人が日本に対して抱くイメージに一時期大きな影響を与え、ラフカディオ・ハーンの来日に一役を演じたり、日本に憧れていたフィンセント・ファン・ゴッホは、もっぱらこの作品から日本人の生活についての情報を得ていたという。『お菊さん』の冒頭で「何と醜く、卑しく、また何とグロテスクなことだろう！」という日本人の姿を伝える一節があるところから、ロティは日本人に対して蔑視の念を抱いていたという評価もある。なお、アンドレ・メサジェは小説『お菊さん』を原作として歌劇『お菊さん』を作曲し、この歌劇は1893年にパリで初演されている。
日本を題材とした別の作品『お梅が三度目の春』は、1900から1901年にかけてロティが再来日した折の作品である。お梅は、ロティが1885年に来日した際に同棲したお菊さん（本名：カネ）の義母にあたる。
ロティは、姪に宛てた1885年8月7日付けの長崎からの手紙で、「私は相変らず退屈している。この国に関心を持つため、できることはなんでもしているんだが、だめだ。なにもかも私をうんざりさせる」（『ピエル・ロティ未刊書簡集』）と書いていたり、『お菊さん』執筆中にある友人へ送った手紙には「（中略）大金の入る仕事だ。小説はばかげたものになるだろう」と書いている。クロード・ファレールは「（中略）ロティは、日本を少しも理解しようとはしなかった。彼は日本をただ眺めただけだ」（『ロティ』）という記述を残している。日本と日本文化に対し、ハーンやモラエスのように真の愛情と情熱をロティは持っていなかった。
芥川龍之介はロティに大いに関心を持ち、「ピエル・ロティの死」という文章を書いたほか、「江戸の舞踏会」に題材を得た小説『舞踏会』を、さらに三島由紀夫は、ロティと芥川に影響を受け、戯曲『鹿鳴館』を執筆している。

## 著作（日本語訳）
- 『秋の日本』
  - 陸目八目 飯田旗郎訳、春陽堂、1894
  - 秋の日本 村上菊一郎、吉氷清訳 青磁社、1942、のち角川文庫（復刊1990）
  - 秋の日本風物誌 下田行夫訳 勁草書房、1953
- 『氷島の漁夫』吉江喬松訳、博文館、1916 
  - 吉江・吉氷清共訳 岩波文庫、1961
  - 吉氷清訳 岩波文庫 1978
- 『お菊さん』野上豊一郎訳 新潮社、1915 のち岩波文庫 復刊
  - 根津憲三訳 白水社、1952
  - 関根秀雄訳 河出文庫、1954
- ラマンチョオ 和田伝訳 新潮社、1924
- 水夫 岡野馨訳、春陽堂、1933 ゆまに書房で復刊
- 『ロティの結婚』 津田穣訳 岩波文庫、1937
- 『ロティの日記』 落合孝幸訳 白水社、1937
- 『ラムンチョオ』 新庄嘉章訳 白水社、1938、のち岩波文庫 復刊
- 『アフリカ騎兵』 渡辺一夫訳 白水社、1938、のち岩波文庫 復刊
- 『スタムブウルの春』 岡田真吉訳 白水社、1939
- 『青春』 大塚幸男訳 白水社、1939
- 『東洋の幻』 岡田真吉訳 白水社、1940
- 『アンコール詣で』佐藤輝夫訳 白水社、1941、中公文庫 1981
- 『少年の物語』 津田穣訳 岩波文庫、1943
- 『東洋の幻影』佐藤輝夫訳 岩波文庫、1952 復刊
- 『お梅が三度目の春』大井征訳 白水社、1952
- 『死と憐れみの書』大塚幸男訳 白水社、1952
- 『アヂィアデ』佐藤輝夫訳 岩波文庫、1952
- 『ロチのニッポン日記 お菊さんとの奇妙な生活』船岡末利編訳 有隣新書、1979
- 『北京最後の日』 船岡末利訳 東海大学出版会 1989
- 『アジヤデ』工藤庸子訳 新書館 2000
- 『倦怠の華』 遠藤文彦訳、水声社、2009
- 『ロチの結婚』 黒川修司訳、水声社、2010
- 『日本秋景　ピエール・ロチの日本印象記』 市川裕見子訳、中央公論新社、2020

### 伝記研究
- 遠藤文彦『ピエール・ロチ 珍妙さの美学』法政大学出版局 2001
- 落合孝幸『ピエール・ロティ』 駿河台出版社 増補版1993
- 岡谷公二『ピエル・ロティの館』叢書メラヴィリア：作品社 2000
- アラン･ケラ=ヴィレジェ『ピエール･ロチ伝』 遠藤文彦訳、水声社 2010
- 伊原正躬『恋人たちの風景　ピエール・ロチと行くロマン紀行』 竹林館 2015 ISBN 978-4-86000-303-6